# Hardware Abstraction Layer
Hardware Abstraction Layer, HAL, är den del i datorns operativsystem som sköter kommunikationen mellan applikationer och hårdvara. HAL skapar en virtuell dator genom sina maskinvarufunktioner, oavsett vilken typ av processor, minne, hårddisk eller bildskärm man har. På detta sätt ger HAL samma funktioner i gränssnittet mot operativsystemets övre del, API.